# (36448) 2000 QE2
(36448) 2000 QE2 est un objet de la ceinture principale d'astéroïdes intérieure découvert en 2000.

## Description
(36448) 2000 QE2 a été découvert le 24 août 2000 à l'observatoire Magdalena Ridge, situé dans le comté de Socorro, au Nouveau-Mexique (États-Unis), par le projet Lincoln Near-Earth Asteroid Research (LINEAR).

### Caractéristiques orbitales
L'orbite de cet astéroïde est caractérisée par un demi-grand axe de 1,91 ua, un périhélie de 1,77 ua, une excentricité de 0,07 et une inclinaison de 18,72° par rapport à l'écliptique. Du fait de ces caractéristiques, à savoir un demi-grand axe inférieur à 2 ua et un périhélie supérieur à 1,666 ua, il est classé, selon la JPL Small-Body Database, objet de la ceinture principale d'astéroïdes intérieure.

### Caractéristiques physiques
(36448) 2000 QE2 a une magnitude absolue (H) de 16,1 et un albédo estimé à 0,096.